# Campeonato Mundial de Balonmano Masculino de 2011
El XXII Campeonato Mundial de Balonmano Masculino se celebró en Suecia entre el 13 y el 30 de enero de 2011 bajo la organización de la Federación Internacional de Balonmano (IHF) y la Federación Sueca de Balonmano.
Un total de 24 selecciones nacionales compitieron por el título de campeón mundial, cuyo anterior portador era la selección de Francia, ganadora del Mundial de 2009. La selección francesa revalidó el título, conquistando por cuarta vez el campeonato, al vencer en la final a la selección de Dinamarca en la prórroga, por 37 goles a 35. El equipo español obtuvo la medalla de bronce, su segunda medalla en este torneo, después del oro conquistado en Túnez 2005.

## Sedes
| Foto | Grupo              | Ciudad       | Pabellón                       | Capacidad |
| ---- | ------------------ | ------------ | ------------------------------ | --------- |
|      | A y fase final     | Kristianstad | Kristianstad Arena             | 4500      |
|      | B                  | Linköping    | Cloetta Center                 | 8500      |
|      | B                  | Norrköping   | Himmelstalundshallen           | 4300      |
|      | A, C y II          | Lund         | Färs och Frosta Sparbank Arena | 3000      |
|      | C, II y fase final | Malmö        | Malmö Arena                    | 13 700    |
|      | D                  | Gotemburgo   | Scandinavium                   | 12 044    |
|      | I                  | Jönköping    | Kinnarps Arena                 | 7000      |
|      | Copa Presidente    | Skövde       | Arena Skövde                   | 2500      |

## Árbitros
El 25 de octubre de 2010 fueron anunciadas las 18 parejas arbitrales de este campeonato.
| País            | Árbitros                           |
| --------------- | ---------------------------------- |
| Argelia         | Kacem Mezian Othmane Si Bachir     |
| Argentina       | Carlos Marina Darío Minore         |
| Brasil          | Jesus Menezes Rogério Pinto        |
| Costa de Marfil | Yalatima Coulibaly Mamadou Diabaté |
| República Checa | Václav Horáček Jiří Novotný        |
| Dinamarca       | Per Olesen Lars Ejby Pedersen      |
| Francia         | Nordine Lazaar Laurent Reveret     |
| Alemania        | Lars Geipel Marcus Helbig          |
| Irán            | Mohsen Karbaschi Majid Kolahdouzan |

| Country                | Referees                            |
| ---------------------- | ----------------------------------- |
| Macedonia del Norte    | Slave Nikolov Gjorgi Nachevski      |
| Noruega                | Kenneth Abrahamsen Arne Kristiansen |
| Rumania                | Bogdan Stark Romeo Ştefan           |
| Eslovenia              | Nenad Krstič Peter Ljubič           |
| Serbia                 | Nenad Nikolić Dušan Stojković       |
| Eslovaquia             | Michal Baďura Jaroslav Ondogrecula  |
| España                 | Óscar Raluy Ángel Sabroso           |
| Suecia                 | Rickard Canbro Mikael Claesson      |
| Emiratos Árabes Unidos | Omar Al-Marzouqi Mohammad Al-Nuaimi |

## Grupos
| Grupo A  | Grupo B  | Grupo C   | Grupo D       |
| -------- | -------- | --------- | ------------- |
| Alemania | Austria  | Argelia   | Argentina     |
| Baréin   | Brasil   | Australia | Chile         |
| Egipto   | Hungría  | Croacia   | Corea del Sur |
| España   | Islandia | Dinamarca | Eslovaquia    |
| Francia  | Japón    | Rumania   | Polonia       |
| Túnez    | Noruega  | Serbia    | Suecia        |

## Primera Fase
- Todos los partidos en la hora local de Suecia (UTC+1).

Los primeros tres de cada grupo alcanzan la fase principal. Los equipos restantes juegan entre sí por los puestos del 13 al 24.

### Grupo A
| Equipo   | J | G | E | P | GF  | GC  | DG  | PTS |
| -------- | - | - | - | - | --- | --- | --- | --- |
| Francia  | 5 | 4 | 1 | 0 | 159 | 106 | +53 | 9   |
| España   | 5 | 4 | 1 | 0 | 139 | 110 | +29 | 9   |
| Alemania | 5 | 3 | 0 | 2 | 151 | 125 | +26 | 6   |
| Túnez    | 5 | 1 | 0 | 4 | 114 | 137 | -23 | 2   |
| Egipto   | 5 | 1 | 0 | 4 | 115 | 139 | -24 | 2   |
| Baréin   | 5 | 1 | 0 | 4 | 105 | 166 | -61 | 2   |

- Resultados

| Fecha | Hora  | Partido  | Partido | Partido   | Resultado |
| ----- | ----- | -------- | ------- | --------- | --------- |
| 14.01 | 18:00 | Francia  | -       | Túnez¹    | 32-19     |
| 14.01 | 18:15 | Alemania | -       | Egipto²   | 30-25     |
| 14.01 | 20:15 | España   | -       | Baréin¹   | 33-22     |
| 16.01 | 16:15 | Baréin   | -       | Alemania¹ | 18-38     |
| 16.01 | 17:30 | Túnez    | -       | España²   | 18-21     |
| 16.01 | 18:45 | Egipto   | -       | Francia¹  | 19-28     |
| 17.01 | 18:30 | España   | -       | Alemania¹ | 26-24     |
| 17.01 | 20:30 | Francia  | -       | Baréin²   | 41-17     |
| 17.01 | 20:45 | Túnez    | -       | Egipto¹   | 23-27     |
| 19.01 | 18:00 | Baréin   | -       | Túnez²    | 21-28     |
| 19.01 | 18:15 | Alemania | -       | Francia¹  | 23-30     |
| 19.01 | 20:30 | España   | -       | Egipto¹   | 31-18     |
| 20.01 | 18:00 | Egipto   | -       | Baréin²   | 26-27     |
| 20.01 | 18:30 | Alemania | -       | Túnez¹    | 36-26     |
| 20.01 | 20:45 | Francia  | -       | España¹   | 28-28     |

- (¹) – En Kristianstad.
- (²) – En Lund.

### Grupo B
| Equipo   | J | G | E | P | GF  | GC  | DG  | PTS |
| -------- | - | - | - | - | --- | --- | --- | --- |
| Islandia | 5 | 5 | 0 | 0 | 157 | 119 | +38 | 10  |
| Hungría  | 5 | 4 | 0 | 1 | 148 | 133 | +15 | 8   |
| Noruega  | 5 | 3 | 0 | 2 | 139 | 136 | +3  | 6   |
| Japón    | 5 | 2 | 0 | 3 | 141 | 161 | -20 | 4   |
| Austria  | 5 | 1 | 0 | 4 | 144 | 148 | -4  | 2   |
| Brasil   | 5 | 0 | 0 | 5 | 131 | 163 | -32 | 0   |

- Resultados

| Fecha | Hora  | Partido  | Partido | Partido   | Resultado |
| ----- | ----- | -------- | ------- | --------- | --------- |
| 14.01 | 17:00 | Islandia | -       | Hungría¹  | 32-26     |
| 14.01 | 19:10 | Noruega  | -       | Japón¹    | 35-29     |
| 14.01 | 21:30 | Austria  | -       | Brasil¹   | 32-24     |
| 15.01 | 16:30 | Hungría  | -       | Noruega¹  | 26-23     |
| 15.01 | 18:45 | Japón    | -       | Austria¹  | 33-30     |
| 15.01 | 21:00 | Brasil   | -       | Islandia¹ | 26-34     |
| 17.01 | 17:00 | Hungría  | -       | Brasil²   | 36-24     |
| 17.01 | 19:10 | Noruega  | -       | Austria²  | 33-27     |
| 17.01 | 21:30 | Islandia | -       | Japón²    | 36-22     |
| 18.01 | 17:00 | Japón    | -       | Hungría²  | 24-28     |
| 18.01 | 19:10 | Noruega  | -       | Brasil²   | 26-25     |
| 18.01 | 21:30 | Austria  | -       | Islandia² | 23-26     |
| 20.01 | 17:00 | Brasil   | -       | Japón²    | 32-33     |
| 20.01 | 19:10 | Islandia | -       | Noruega²  | 29-22     |
| 20.01 | 21:30 | Austria  | -       | Hungría²  | 30-32     |

- (¹) – En Norrköping.
- (²) – En Linköping.

### Grupo C
| Equipo    | J | G | E | P | GF  | GC  | DG   | PTS |
| --------- | - | - | - | - | --- | --- | ---- | --- |
| Dinamarca | 5 | 5 | 0 | 0 | 181 | 117 | +64  | 10  |
| Croacia   | 5 | 3 | 1 | 1 | 148 | 109 | +39  | 7   |
| Serbia    | 5 | 2 | 1 | 2 | 139 | 139 | 0    | 5   |
| Rumania   | 5 | 2 | 0 | 3 | 132 | 123 | +9   | 4   |
| Argelia   | 5 | 2 | 0 | 3 | 100 | 109 | -9   | 4   |
| Australia | 5 | 0 | 0 | 5 | 77  | 180 | -103 | 0   |

- Resultados

| Fecha | Hora  | Partido   | Partido | Partido    | Resultado |
| ----- | ----- | --------- | ------- | ---------- | --------- |
| 14.01 | 18:00 | Croacia   | -       | Rumania¹   | 27-21     |
| 14.01 | 20:15 | Dinamarca | -       | Australia¹ | 47-12     |
| 14.01 | 20:45 | Serbia    | -       | Argelia²   | 25-24     |
| 16.01 | 18:00 | Australia | -       | Serbia¹    | 18-35     |
| 16.01 | 20:15 | Argelia   | -       | Croacia²   | 15-26     |
| 16.01 | 20:45 | Rumania   | -       | Dinamarca¹ | 30-39     |
| 17.01 | 18:00 | Croacia   | -       | Australia¹ | 42-15     |
| 17.01 | 18:00 | Rumania   | -       | Argelia²   | 14-15     |
| 17.01 | 20:15 | Dinamarca | -       | Serbia¹    | 35-27     |
| 19.01 | 18:00 | Serbia    | -       | Croacia¹   | 24-24     |
| 19.01 | 20:15 | Dinamarca | -       | Argelia¹   | 26-19     |
| 19.01 | 20:30 | Australia | -       | Rumania²   | 14-29     |
| 20.01 | 18:00 | Argelia   | -       | Australia¹ | 27-18     |
| 20.01 | 20:15 | Croacia   | -       | Dinamarca¹ | 29-34     |
| 20.01 | 20:30 | Serbia    | -       | Rumania²   | 28-38     |

- (¹) – En Malmö.
- (²) – En Lund.

### Grupo D
| Equipo        | J | G | E | P | GF  | GC  | DG  | PTS |
| ------------- | - | - | - | - | --- | --- | --- | --- |
| Suecia        | 5 | 4 | 0 | 1 | 142 | 112 | +30 | 8   |
| Polonia       | 5 | 4 | 0 | 1 | 143 | 123 | +20 | 8   |
| Argentina     | 5 | 3 | 1 | 1 | 133 | 114 | +19 | 7   |
| Corea del Sur | 5 | 2 | 1 | 2 | 137 | 128 | +9  | 5   |
| Eslovaquia    | 5 | 0 | 1 | 4 | 128 | 156 | -28 | 1   |
| Chile         | 5 | 0 | 1 | 4 | 117 | 167 | -50 | 1   |

- Resultados

| Fecha | Hora  | Partido       | Partido | Partido       | Resultado |
| ----- | ----- | ------------- | ------- | ------------- | --------- |
| 13.01 | 20:15 | Suecia        | -       | Chile         | 28-18     |
| 14.01 | 18:15 | Corea del Sur | -       | Argentina     | 25-25     |
| 14.01 | 20:15 | Polonia       | -       | Eslovaquia    | 35-33     |
| 15.01 | 16:15 | Chile         | -       | Corea del Sur | 22-37     |
| 15.01 | 18:15 | Eslovaquia    | -       | Suecia        | 22-38     |
| 15.01 | 20:15 | Argentina     | -       | Polonia       | 23-24     |
| 17.01 | 16:15 | Eslovaquia    | -       | Argentina     | 18-23     |
| 17.01 | 18:15 | Polonia       | -       | Chile         | 38-23     |
| 17.01 | 20:15 | Suecia        | -       | Corea del Sur | 30-24     |
| 18.01 | 16:15 | Chile         | -       | Eslovaquia    | 29-29     |
| 18.01 | 18:15 | Corea del Sur | -       | Polonia       | 20-25     |
| 18.01 | 20:15 | Suecia        | -       | Argentina     | 22-27     |
| 20.01 | 16:15 | Corea del Sur | -       | Eslovaquia    | 31-26     |
| 20.01 | 18:15 | Argentina     | -       | Chile         | 35-25     |
| 20.01 | 20:15 | Polonia       | -       | Suecia        | 21-24     |

- (¹) – Todos en Gotemburgo.

## Segunda fase
- Todos los partidos en la hora local de Suecia (UTC+1).

Los primeros dos de cada grupo disputan las semifinales. 

### Grupo I
| Equipo   | J | G | E | P | GF  | GC  | DG  | PTS |
| -------- | - | - | - | - | --- | --- | --- | --- |
| Francia  | 5 | 4 | 1 | 0 | 160 | 129 | +31 | 9   |
| España   | 5 | 4 | 1 | 0 | 148 | 127 | +21 | 9   |
| Islandia | 5 | 2 | 0 | 3 | 137 | 141 | -4  | 4   |
| Hungría  | 5 | 2 | 0 | 3 | 127 | 147 | -20 | 4   |
| Noruega  | 5 | 1 | 0 | 4 | 133 | 143 | -10 | 2   |
| Alemania | 5 | 1 | 0 | 4 | 124 | 142 | -18 | 2   |

- Resultados

| Fecha | Hora  | Partido  | Partido | Partido  | Resultado |
| ----- | ----- | -------- | ------- | -------- | --------- |
| 22.01 | 16:15 | España   | -       | Noruega  | 32-27     |
| 22.01 | 18:30 | Alemania | -       | Islandia | 27-24     |
| 22.01 | 20:45 | Francia  | -       | Hungría  | 37-24     |
| 24.01 | 16:00 | Islandia | -       | España   | 24-32     |
| 24.01 | 18:45 | Alemania | -       | Hungría  | 25-27     |
| 24.01 | 20:30 | Noruega  | -       | Francia  | 26-31     |
| 25.01 | 16:15 | Alemania | -       | Noruega  | 25-35     |
| 25.01 | 18:30 | España   | -       | Hungría  | 30-24     |
| 25.01 | 20:15 | Francia  | -       | Islandia | 34-28     |

- (¹) – Todos en Jönköping.

### Grupo II
| Equipo    | J | G | E | P | GF  | GC  | DG  | PTS |
| --------- | - | - | - | - | --- | --- | --- | --- |
| Dinamarca | 5 | 5 | 0 | 0 | 154 | 131 | +23 | 10  |
| Suecia    | 5 | 3 | 0 | 2 | 127 | 124 | +3  | 6   |
| Croacia   | 5 | 2 | 1 | 2 | 142 | 129 | +13 | 5   |
| Polonia   | 5 | 2 | 0 | 3 | 123 | 129 | -6  | 4   |
| Serbia    | 5 | 1 | 1 | 3 | 127 | 139 | -12 | 3   |
| Argentina | 5 | 1 | 0 | 4 | 117 | 139 | -22 | 2   |

- Resultados

| Fecha | Hora  | Partido   | Partido | Partido    | Resultado |
| ----- | ----- | --------- | ------- | ---------- | --------- |
| 22.01 | 18:15 | Croacia   | -       | Argentina¹ | 36-18     |
| 22.01 | 18:15 | Serbia    | -       | Suecia²    | 24-28     |
| 22.01 | 20:15 | Dinamarca | -       | Polonia²   | 28-27     |
| 23.01 | 18:15 | Suecia    | -       | Croacia²   | 29-25     |
| 23.01 | 20:15 | Argentina | -       | Dinamarca² | 24-31     |
| 23.01 | 20:15 | Polonia   | -       | Serbia¹    | 27-26     |
| 25.01 | 18:15 | Croacia   | -       | Polonia¹   | 28-24     |
| 25.01 | 20:15 | Serbia    | -       | Argentina¹ | 26-25     |
| 25.01 | 20:15 | Dinamarca | -       | Suecia²    | 27-24     |

- (¹) – En Lund.
- (²) – En Malmö.

## Fase final
- Todos los partidos en la hora local de Suecia (UTC+1).

|  | Semifinales | Semifinales |    |        | Final        | Final       |  |
|  | 28 de enero | 28 de enero |    |        | 30 de enero  | 30 de enero |  |
|  |             |             |    |        |              |             |  |
|  |             |             |    |        |              |             |  |
|  | Suecia      | 26          |    |        |              |             |  |
|  | Francia     | 29          |    |        |              |             |  |
|  |             |             |    |        |              |             |  |
|  |             |             |    |        |              |             |  |
|  |             |             |    |        | Francia      | 37          |  |
|  |             | Dinamarca   | 35 |        |              |             |  |
|  |             |             |    |        |              |             |  |
|  |             |             |    |        |              |             |  |
|  |             |             |    |        | Tercer lugar |             |  |
|  |             |             |    |        |              |             |  |
|  | Dinamarca   | 28          |    | Suecia | 23           |             |  |
|  | España      | 24          |    |        | España       | 24          |  |

### Partidos de clasificación
Undécimo lugar
| Fecha | Hora  | Partido  | Partido | Partido   | Resultado |
| ----- | ----- | -------- | ------- | --------- | --------- |
| 27.01 | 18:00 | Alemania | -       | Argentina | 40-35     |

- (¹) – En Kristianstad.

Noveno lugar
| Fecha | Hora  | Partido¹ | Partido¹ | Partido¹ | Resultado |
| ----- | ----- | -------- | -------- | -------- | --------- |
| 27.01 | 20:30 | Noruega  | -        | Serbia   | 32-31     |

- (¹) – En Kristianstad.

Séptimo lugar
| Fecha | Hora  | Partido¹ | Partido¹ | Partido¹ | Resultado |
| ----- | ----- | -------- | -------- | -------- | --------- |
| 28.01 | 18:00 | Polonia  | -        | Hungría  | 28-31     |

- (¹) – En Kristianstad.

Quinto lugar
| Fecha | Hora  | Partido¹ | Partido¹ | Partido¹ | Resultado |
| ----- | ----- | -------- | -------- | -------- | --------- |
| 28.01 | 20:30 | Croacia  | -        | Islandia | 34-33     |

- (¹) – En Malmö.

### Semifinales
| Fecha | Hora  | Partido¹  | Partido¹ | Partido¹ | Resultado |
| ----- | ----- | --------- | -------- | -------- | --------- |
| 28.01 | 18:00 | Suecia    | -        | Francia  | 26-29     |
| 28.01 | 20:30 | Dinamarca | -        | España   | 28-24     |

- (¹) – El primero en Malmö y el segundo en Kristianstad.

### Tercer lugar
| Fecha | Hora  | Partido | Partido | Partido | Resultado |
| ----- | ----- | ------- | ------- | ------- | --------- |
| 30.01 | 14:30 | Suecia  | -       | España  | 23-24     |

- (¹) – En Malmö.

### Final
| Fecha | Hora  | Partido | Partido | Partido   | Resultado |
| ----- | ----- | ------- | ------- | --------- | --------- |
| 30.01 | 17:00 | Francia | -       | Dinamarca | 37-35     |

- (¹) – En Malmö.

## Medallero
| Francia | Dinamarca | España |
| William Accambray Luc Abalo Xavier Barachet Arnaud Bingo Sébastien Bosquet Didier Dinart Jérôme Fernandez Bertrand Gille Michaël Guigou Samuel Honrubia Guillaume Joli Franck Junillon Nikola Karabatić Daouda Karaboué Thierry Omeyer Bertrand Roiné Cédric Sorhaindo | Jacob Bagersted Lasse Boesen Lars Christiansen Mads Christiansen Anders Eggert Mikkel Hansen René Toft Hansen Michael Knudsen Niklas Landin Rasmus Lauge Hans Lindberg Thomas Mogensen Jesper Nøddesbo Kasper Nielsen Sørenn Rasmussen Kasper Søndergaard Bo Spellerberg Lasse Svan Hansen | Julen Aguinagalde Joan Cañellas Alberto Entrerríos Raúl Entrerríos Rubén Garabaya Roberto García Parrondo Juanín García Eduardo Gurbindo José Javier Hombrados Jorge Maqueda Viran Morros Albert Rocas José María Rodríguez Iker Romero Arpad Šterbik Cristian Ugalde |
| Claude Onesta (seleccionador) | Ulrik Wilbek (seleccionador) | Valero Rivera (seleccionador) |

1. ↑  «Team Roster». Portal de la IHF. 26 de enero de 2011. Consultado el 22 de abril de 2024.
2. ↑  «Team Roster». Portal de la IHF. 26 de enero de 2011. Consultado el 22 de abril de 2024.
3. ↑  «Team Roster». Portal de la IHF. 26 de enero de 2011. Consultado el 22 de abril de 2024.

## Estadísticas

### Clasificación general
| 1. Francia        |
| 2. Dinamarca      |
| 3. España         |
| 4. Suecia         |
| 5. Croacia        |
| 6. Islandia       |
| 7. Hungría        |
| 8. Polonia        |
| 9. Noruega        |
| 10. Serbia        |
| 11. Alemania      |
| 12. Argentina     |
| 13. Corea del Sur |
| 14. Egipto        |
| 15. Argelia       |
| 16. Japón         |
| 17. Eslovaquia    |
| 18. Austria       |
| 19. Rumania       |
| 20. Túnez         |
| 21. Brasil        |
| 22. Chile         |
| 23. Baréin        |
| 24. Australia     |

- El primer lugar clasificó automáticamente para los Juegos Olímpicos de Londres 2012, las selecciones ubicadas entre el segundo y séptimo lugar disputaron en 2012 una de las tres pruebas de clasificación, de las que salieron seis participantes más.

### Máximos goleadores
| N.º | Nombre                  | Selección | Goles | Tiros | %    | Partidos jugados |
| --- | ----------------------- | --------- | ----- | ----- | ---- | ---------------- |
| 1   | Mikkel Hansen           | Dinamarca | 68    | 121   | 56 % | 10               |
| 2   | Håvard Tvedten          | Noruega   | 56    | 86    | 55 % | 9                |
| 3   | Marko Vujin             | Serbia    | 56    | 114   | 49 % | 9                |
| 4   | Vedran Zrnić            | Croacia   | 54    | 71    | 76 % | 9                |
| 4   | Bjarte Myrhol           | Noruega   | 54    | 71    | 76 % | 9                |
| 6   | Alexander Petersson     | Islandia  | 53    | 88    | 60 % | 9                |
| 7   | Nikola Karabatić        | Francia   | 51    | 80    | 64 % | 10               |
| 8   | Tomasz Tłuczyński       | Polonia   | 47    | 60    | 78 % | 9                |
| 9   | Guðjón Valur Sigurðsson | Islandia  | 47    | 69    | 68 % | 9                |
| 10  | Niclas Ekberg           | Suecia    | 43    | 67    | 64 % | 10               |

Fuente: 

### Mejores porteros
| N.º | Nombre             | Equipo        | Parada | Tiros | %      | Partidos jugados |
| --- | ------------------ | ------------- | ------ | ----- | ------ | ---------------- |
| 1   | Daouda Karaboué    | Francia       | 56     | 118   | 47,5 % | 10               |
| 2   | Johan Sjöstrand    | Suecia        | 108    | 260   | 41,5 % | 10               |
| 3   | Johannes Bitter    | Alemania      | 96     | 234   | 41,0 % | 9                |
| 4   | Ole Erevik         | Noruega       | 69     | 171   | 40,4 % | 9                |
| 5   | Niklas Landin      | Dinamarca     | 121    | 306   | 39,5 % | 10               |
| 6   | Lee Chang-Woo      | Corea del Sur | 45     | 115   | 39,1 % | 7                |
| 7   | Park Chan-Young    | Corea del Sur | 58     | 151   | 38,4 % | 7                |
| 8   | Nándor Fazekas     | Hungría       | 92     | 241   | 38,2 % | 9                |
| 9   | Abdelmalek Slahdji | Argelia       | 81     | 215   | 37,7 % | 7                |
| 10  | Thierry Omeyer     | Francia       | 110    | 293   | 37,5 % | 10               |

Fuente: 

### Equipo ideal
- Mejor jugador del campeonato —MVP—: Nikola Karabatić ( Francia).

| Posición          | Nombre              | País      |
| ----------------- | ------------------- | --------- |
| Portero           | Thierry Omeyer      | Francia   |
| Extremo derecho   | Vedran Zrnić        | Croacia   |
| Extremo izquierdo | Håvard Tvedten      | Noruega   |
| Pivote            | Bertrand Gille      | Francia   |
| Central           | Dalibor Doder       | Suecia    |
| Lateral derecho   | Alexander Petersson | Islandia  |
| Lateral izquierdo | Mikkel Hansen       | Dinamarca |

Fuente: 